# Radeburg
Radeburg è una città di 7 451 abitanti della Sassonia, in Germania.

Appartiene al circondario (Landkreis) di Meißen (targa MEI).